# Amora Mautner
Amora Mautner (Rio de Janeiro, 24 de maio de 1975) é uma diretora de televisão e ex-atriz brasileira.

## Biografia
No início da carreira, com 16 anos, atuou como atriz na novela Vamp da TV Globo, mas preferiu trabalhar principalmente como diretora. Esteve envolvida em outros projetos como Celebridade  e Cordel Encantado. No dia 24 de março de 2014, é promovida de diretora de novelas, para ser diretora de núcleo.

## Vida pessoal
Filha do cantor, compositor e escritor Jorge Mautner, foi casada com o ator Marcos Palmeira, com quem teve uma filha, Júlia, nascida em agosto de 2007.

## Filmografia

### Como diretora
| Ano  | Programa                      |                   | Autor                                  |
| ---- | ----------------------------- | ----------------- | -------------------------------------- |
| 1995 | Malhação                      | Direção           | Emanuel Jacobina Andréa Maltarolli     |
| 1996 | Salsa e Merengue              | Direção           | Miguel Falabella Maria Carmem Barbosa  |
| 1997 | Anjo Mau                      | Direção           | Maria Adelaide Amaral                  |
| 1998 | Dona Flor e Seus Dois Maridos | Direção           | Dias Gomes                             |
| 1998 | Labirinto                     | Direção           | Gilberto Braga                         |
| 1999 | Andando nas Nuvens            | Direção           | Euclydes Marinho                       |
| 2000 | O Cravo e a Rosa              | Direção           | Walcyr Carrasco Mário Teixeira         |
| 2001 | Um Anjo Caiu do Céu           | Direção           | Antônio Calmon                         |
| 2002 | Desejos de Mulher             | Direção           | Euclydes Marinho                       |
| 2003 | Agora É que São Elas          | Direção           | Ricardo Linhares                       |
| 2003 | Celebridade                   | Direção           | Gilberto Braga                         |
| 2005 | Mad Maria                     | Direção           | Benedito Ruy Barbosa                   |
| 2006 | JK                            | Direção           | Maria Adelaide Amaral Alcides Nogueira |
| 2007 | Paraíso Tropical              | Direção           | Gilberto Braga Ricardo Linhares        |
| 2008 | Três Irmãs                    | Direção           | Antônio Calmon                         |
| 2009 | Cama de Gato                  | Direção geral     | Duca Rachid Thelma Guedes              |
| 2010 | As Cariocas                   | Direção           | Euclydes Marinho                       |
| 2011 | Cordel Encantado              | Direção geral     | Duca Rachid Thelma Guedes              |
| 2012 | Avenida Brasil                | Direção geral     | João Emanuel Carneiro                  |
| 2013 | Joia Rara                     | Direção geral     | Duca Rachid Thelma Guedes              |
| 2014 | Eu Que Amo Tanto              | Núcleo            | Euclydes Marinho                       |
| 2015 | A Regra do Jogo               | Núcleo            | João Emanuel Carneiro                  |
| 2018 | Assédio                       | Direção artística | Maria Camargo                          |
| 2019 | A Dona do Pedaço              | Direção artística | Walcyr Carrasco                        |
| 2021 | Verdades Secretas II          | Direção artística | Walcyr Carrasco                        |
| 2023 | Elas por Elas                 | Direção artística | Thereza Falcão Alessandro Marson       |
| 2025 | Êta Mundo Melhor              | Direção artística | Walcyr Carrasco Mauro Wilson           |
| 2026 | Quem Ama Cuida                | Direção artística | Walcyr Carrasco                        |

### Como atriz
| Ano  | Título      | Papel       | Notas            |
| ---- | ----------- | ----------- | ---------------- |
| 1991 | Vamp        | Paula Sousa |                  |
| 1992 | Você Decide |             | Episódio: "Tabu" |